# Dyschoriste venturii
Dyschoriste venturii är en akantusväxtart som beskrevs av Emery Clarence Leonard. Dyschoriste venturii ingår i släktet Dyschoriste och familjen akantusväxter. Inga underarter finns listade i Catalogue of Life.